# Пападакис, Константин
Константи́н Ни́колас Папада́кис (греч. Κωνσταντίνος Παπαδάκης, англ. Constantine Nicholas Papadakis, имел прозвище Та́ки (англ. Taki); 2 февраля 1946, Афины, Греция — 5 апреля 2009, Филадельфия, Пенсильвания, США) — греко-американский бизнесмен и университетский администратор, 12-й президент Университета имени Дрекселя. Являлся одним из самых высокооплачиваемых президентов университетов США. Активный деятель греческой общины США.
Являлся членом многочисленных профессиональных и почётных обществ, включая Американское общество инженеров-строителей, Американское общество инженеров-механиков, Американское общество инженерного образования и Филадельфийский колледж врачей, а также автором или соавтором 80 статей и технических публикаций.
Лауреат Почётной медали острова Эллис, Медали Почёта города Афины (2001), награды «Парадигма» (2006) и награды Академии достижений от Американо-греческого прогрессивного просветительского союза (AHEPA), а также Офицер ордена «За заслуги перед Итальянской Республикой» (2004).

## Биография
Родился в Афинах (Греция) в семье грека Николаса Пападакиса, врача по профессии, и итальянки Риты Машотти. Имел сестру Кэти Пападуракис, проживавшую в Афинах. Семья Пападакиса была родом из деревни Мескла (Ханья, Крит).
Окончил частную школу в Афинах.
Окончил Афинский национальный технический университет, получив диплом в области гражданского строительства.
В 1969 году иммигрировал в США, поселившись в Цинциннати (Огайо), где проживала его невеста Элиана Апостолидис со своими родителями. Молодые люди познакомились двумя годами ранее, когда девушка отдыхала в Греции.
В 1971 году Констанитин и Элиана окончили Университет Цинциннати с учёной степенью магистра, после чего отправились в Афины, где поженились.
В 1973 году получил степень доктора философии в Мичиганском университете.
С 1974 года работал в строительной корпорации «Bechtel», где первой возложенной на него задачей стало строительство системы подземного метрополитена в Вашингтоне. Также трудился в других инжиниринговых компаниях.
В 1984—1995 годах — глава департамента гражданского строительства Университета штата Колорадо (1984—1995) и декан Колледж инжиниринга и прикладных наук Университета Цинциннати (1986—1995).
В 1995—2009 годах — президент Университета имени Дрекселя. В эти годы учебное заведение пережило период значительного развития учебных программ, зачисления абитуриентов и объектов. Пападакис курировал самое масштабное развитие университета в его истории, а именно при нём был в пять раз (на 471 %) увеличен объём пожертвований учебному заведению и финансирование научных исследований, удвоено число студентов очного отделения и утроено число первокурсников (увеличен контингент студентов на 102 %). Под его руководством учебное заведение улучшило показатели эффективности своей деятельности в рейтинге университетов, избирательный подход к приёму студентов и учебные программы на всех уровнях. Именно в этот период университет расширился, когда были открыты его Медицинский колледж (2002) и Школа права имени Томаса Р. Клайна (2006). Оклад Пападакиса в 805 000 долларов был шестым по размеру среди всех президентов университетов США.
Являлся председателем компенсационного комитета Филадельфийской фондовой биржи.
Будучи активным представителем греческой общины США, являлся членом Американо-греческого института (AHI), Ордена святого апостола Андрея (носил оффикий (титул) архонта дидаскала нации Вселенского Патриархата Константинополя), попечительского совета Греческой православной богословской школы Святого Креста, а также благотворительного фонда «Leadership 100» Греческой Православной Архиепископии Америки, оказывающего поддержку организациям Американской архиепископии в продвижении и развитии греческого православия и эллинизма в США (фонд был учреждён в 1984 году под эгидой архиепископа Иакова).
Умер 5 апреля 2009 года в возрасте 63 лет в Госпитале Пенсильванского университета после нескольких месяцев борьбы с раком лёгкого.
Лауреат 153 премий и почётных наград.

## Личная жизнь
В браке с супругой Элианой имел дочь Марию (род. 1985), в 2005 году окончившую Университет имени Дрекселя.

## Память

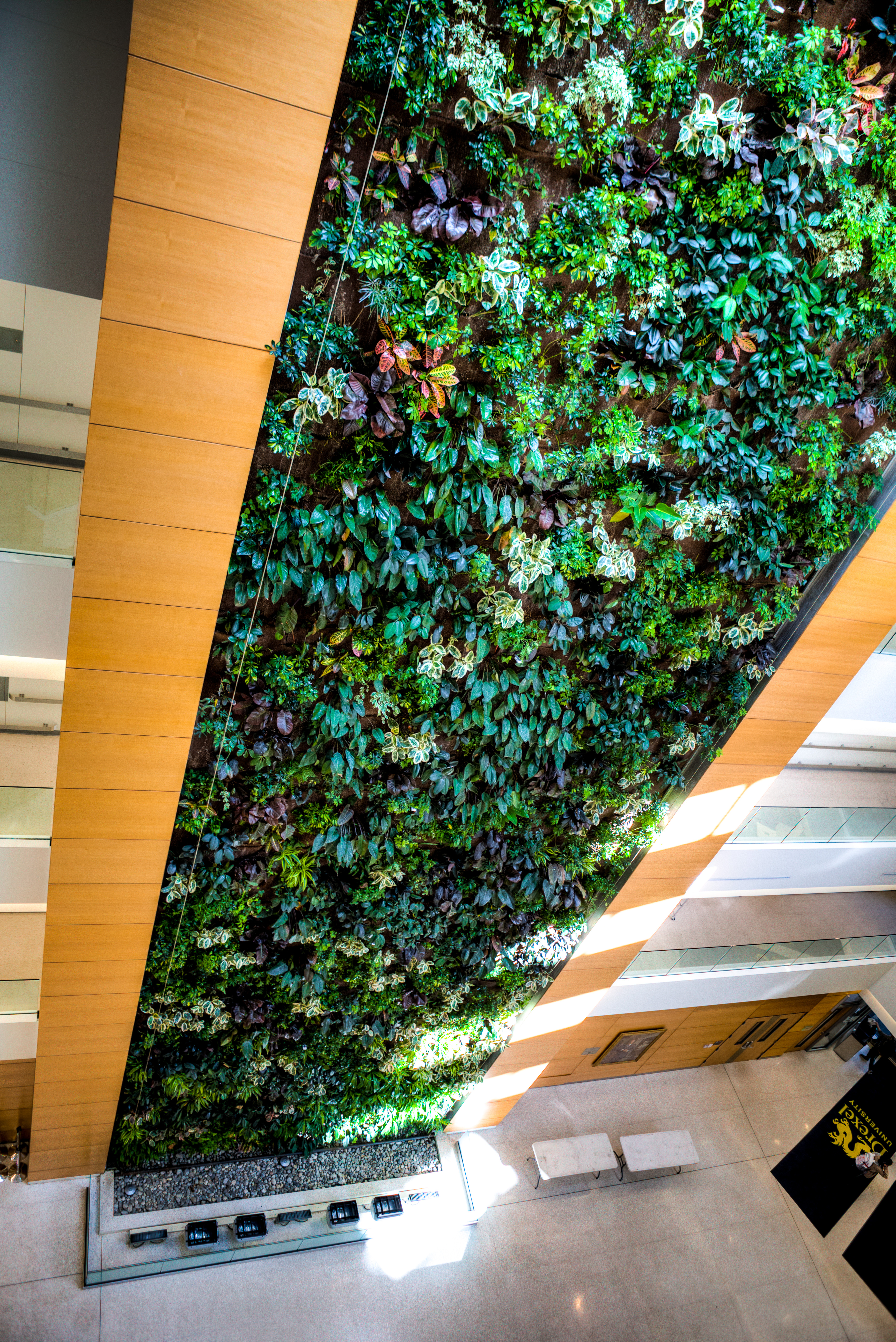
Зелёная стена в Здании интегрированных наук имени Пападакиса (Университет имени Дрекселя)

В память о Пападакисе в Университете имени Дрекселя было открыто Здание интегрированных наук имени Пападакиса (англ. Papadakis Integrated Sciences Building).
В июле 2010 года одна из общественных площадей деревни Мескла на Крите была названа в честь Константина Пападакиса, а Панкритская ассоциация Америки открыла ему бронзовый бюст работы греко-американского скульптора Зеноса Фрудакиса.